# Rib Lake (thị trấn), Wisconsin
Rib Lake là một thị trấn thuộc quận Taylor, tiểu bang Wisconsin, Hoa Kỳ. Năm 2010, dân số của thị trấn này là 814 người.